# (8153) Gattacceca
(8153) Gattacceca es un asteroide perteneciente al cinturón de asteroides, región del sistema solar que se encuentra entre las órbitas de Marte y Júpiter.
Fue descubierto el 25 de noviembre de 1986 por Antonín Mrkos desde el Observatorio Kleť.

## Designación y nombre
Designado provisionalmente como 1986 WO1, fue nombrado en honor de Jérôme Gattacceca (n. 1973) quien es un científico investigador con base en CEREGE en Aix-en-Provence, Francia. Jérôme es un experto en firmas magnéticas de meteoritos y rocas lunares. Dirige misiones de recuperación de meteoritos en el desierto de Atacama en Chile y es el jefe del comité de nomenclatura de la Meteoritical Society.

## Características orbitales
(8153) Gattacceca está situado a una distancia media del Sol de 2,394 ua, pudiendo alejarse hasta 2,920 ua y acercarse hasta 1,868 ua. Su excentricidad es 0,220 y la inclinación orbital 2,340 grados. Emplea 1353,06 días en completar una órbita alrededor del Sol.
Pertenece a la familia de asteroides de (135) Hertha.

## Características físicas
La magnitud absoluta de (8153) Gattacceca es 14,65. Tiene 4,928 km de diámetro y su albedo se estima en 0,126.